# Bahnstrecke Salisbury–Amesbury
| Streckenlänge: | 6,20 km              |                                                        |                                                        |
| Spurweite: | 1435 mm (Normalspur) |                                                        |                                                        |
| |                      |                                                        |                                                        |
| Gesellschaft: | zuletzt MBTA         |                                                        |                                                        |
| \| \| \| von Boston \| \| \| \| 0,00 \| Salisbury MA \| Salisbury MA \| \| \| \| nach Portsmouth \| \| \| \| \| Interstate 95 \| \| \| \| 4,33 \| Salisbury Point \| Salisbury Point \| \| \| \| Massachusetts Northeastern Street Railway (Elm Street) \| \| \| \| \| Industrieanschlüsse \| \| \| \| 6,20 \| Amesbury MA \| Amesbury MA \| |                      |                                                        |                                                        |
| Strecke (außer Betrieb) |                      | von Boston                                             | von Boston                                             |
| Bahnhof (Strecke außer Betrieb) | 0,00                 | Salisbury MA                                           | Salisbury MA                                           |
| Abzweig geradeaus und nach rechts (Strecke außer Betrieb) |                      | nach Portsmouth                                        | nach Portsmouth                                        |
| Strecke mit Straßenbrücke (Strecke außer Betrieb) |                      | Interstate 95                                          | Interstate 95                                          |
| Haltepunkt / Haltestelle (Strecke außer Betrieb) | 4,33                 | Salisbury Point                                        | Salisbury Point                                        |
| Kreuzung (Strecken außer Betrieb) |                      | Massachusetts Northeastern Street Railway (Elm Street) | Massachusetts Northeastern Street Railway (Elm Street) |
| Abzweig geradeaus und nach rechts (Strecke außer Betrieb) |                      | Industrieanschlüsse                                    | Industrieanschlüsse                                    |
| Kopfbahnhof Streckenende (Strecke außer Betrieb) | 6,20                 | Amesbury MA                                            | Amesbury MA                                            |

Die Bahnstrecke Salisbury–Amesbury (auch Amesbury Branch) ist eine Eisenbahnstrecke im Essex County in Massachusetts (Vereinigte Staaten). Sie ist 6,20 Kilometer lang und verbindet die Städte Salisbury und Amesbury. Die normalspurige Strecke ist stillgelegt.

## Geschichte
Der aufstrebende Industrieort Amesbury am Merrimack River hatte beim Bau der Hauptstrecken von Boston in Richtung Norden durch die Boston and Maine Railroad und die Eastern Railroad keinen Eisenbahnanschluss erhalten. Anfang der 1840er Jahre gab es daher zahlreiche Bestrebungen, eine Bahnstrecke von Amesbury zu einer der beiden Hauptstrecken zu bauen. Schließlich erhielt am 15. März 1844 die Salisbury Branch Railroad eine Konzession für eine Strecke nach Salisbury an der Eastern-Hauptstrecke. Die Konzession wurde am 6. April 1846 erneuert und die Gesellschaft formal aufgestellt. Bauarbeiten wurden jedoch zunächst nicht durchgeführt und am 20. Juli 1846 wurde die Bahngesellschaft durch die Eastern aufgekauft. Die Eastern führte den Bau im folgenden Jahr selbst aus und eröffnete die Strecke am 1. Januar 1848. Die Züge fuhren zumeist nach Newburyport durch.
Ab 1884 oblag die Betriebsführung der Boston and Maine Railroad, die die Eastern gepachtet hatte. Wichtigstes Transportgut waren neben Fahrgästen die Auto- und Wagenteile, die in Amesbury hergestellt wurden. Fahrgäste wurden ab März 1936 nicht mehr auf der Strecke befördert und nachdem sich der Güterverkehr auf die Straße verlagert hatte, stellte die Boston&Maine im Januar 1972 auch den Güterverkehr ein. Sie verkaufte 1976 die Strecke an die Massachusetts Bay Transportation Authority, die jedoch weder den Güterverkehr noch den Personenverkehr wieder aufnahm und die Strecke schließlich 1982 stilllegte.

## Streckenbeschreibung
Die Strecke zweigt nördlich des Bahnhofs Salisbury aus der in diesem Bereich ebenfalls stillgelegten Hauptstrecke Boston–Portsmouth ab und biegt in einem großzügigen Gleisbogen in Richtung Westen ab. Bis zum früheren Bahnübergang an der Rabbit Road liegt heute der Salisbury Ghost Trail auf der Bahntrasse. Kurz danach unterquert die Strecke die Interstate 95 und erreicht in Höhe Elm Street den einzigen Zwischenhalt, einen einfachen Haltepunkt Salisbury Point, wo einst eine Überlandstraßenbahn kreuzte, die ebenfalls von Salisbury nach Amesbury verlief. Westlich des früheren Haltepunkts ist die Trasse mit einem Einkaufszentrum überbaut worden. Im weiteren Verlauf liegt der Amesbury Riverwalk auf dem Trassee. Die Strecke führt über eine großzügig angelegte S-Kurve nach Norden weiter und erreicht im Zentrum von Amesbury ihren Endpunkt. Ein längerer Gleisanschluss band hier Industriebetriebe nördlich des Stadtzentrums an. In Amesbury erinnert heute noch die Railroad Street an die frühere Bahnstation.

## Personenverkehr
1881 verkehrten fünf tägliche Zugpaare von Amesbury nach Newburyport, mit Anschluss in Richtung Boston. 1893 war das Angebot deutlich angewachsen und es fuhren an Werktagen elf Zugpaare, von denen zwei bis nach Boston durchfuhren. Sonntags fuhren jedoch nur noch zwei Zugpaare Amesbury–Newburyport. Ende des 19. Jahrhunderts wurde der Sonntagsverkehr gänzlich eingestellt. Die parallel eröffnete Straßenbahnstrecke hatte auf die Zugdichte kaum Einfluss. 1906 wurden noch zehn Zugpaare bereitgestellt, von denen eines nach Boston durchlief. Nach dem Ersten Weltkrieg wurden zwar zwei Züge gestrichen, jedoch fuhren 1920 von den acht Zügen zwei nach Boston und einer nach Salem weiter. Zwei weitere Züge entfielen bis 1926, darunter das Zugpaar nach Salem. Nach der Weltwirtschaftskrise sanken die Beförderungszahlen weiter, sodass 1931 noch fünf, 1932 nur noch drei Züge angeboten wurden. 1932 endete auch der durchlaufende Verkehr nach Boston, alle Züge aus Amesbury endeten nun in Newburyport. Im März 1936 stellte die Boston&Maine den Personenverkehr auf der Strecke gänzlich ein.